# چنته‌دندان‌ها
چنته‌دندان‌ها (نام علمی: Saccodon) نام یک سرده از تیره ماهی‌های خراش‌دندان است.